# Fuchs Bakery
Fuchs Bakery  es un edificio histórico ubicado en Homestead, Florida.  Fuchs Bakery se encuentra inscrito  en el Registro Nacional de Lugares Históricos de los Estados Unidos desde el 15 de noviembre de 1996.  

## Ubicación
Fuchs Bakery se encuentra dentro del condado de Miami-Dade en las coordenadas 25°28′07″N 80°28′42″O / 25.468611, -80.478333.